# الدعاية البريطانية خلال الحرب العالمية الثانية

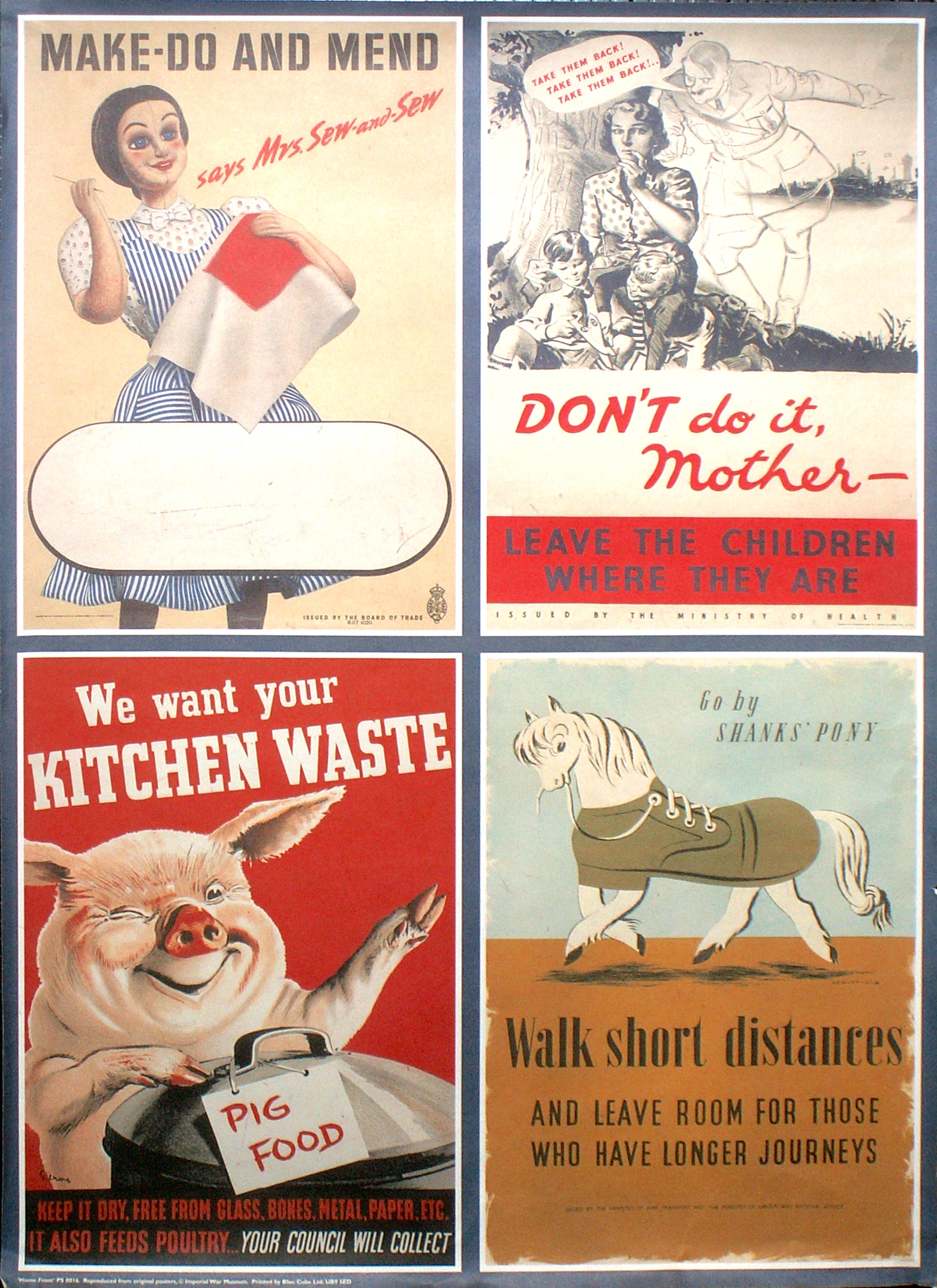
ملصقات الحرب

أعادت بريطانيا إنشاء وزارة إعلام الحرب العالمية الأولى طوال فترة الحرب العالمية الثانية بغرض بث دعاية تؤثر على السكان بهدف دعم المجهود الحربي. تم توظيف مجموعة واسعة من وسائل الإعلام التي تستهدف الجماهير المحلية والخارجية. انضمت وسائل الإعلام الجديدة بما فيها السينما (الأفلام) والأفلام الإخبارية والراديو إلى الأشكال التقليدية لوسائل الإعلام مثل الصحف والملصقات. تم تناول مجموعة واسعة من المواضيع منها تشجيع العدوانية ضد الأعداء، ودعم الحلفاء ومشاريع محددة مؤيدة للحرب مثل الحفاظ على المعادن وزراعة الخضراوات.

## وسائل الإعلام

### السينما
ارتبط تاريخ السينما البريطانية في الحرب العالمية الثانية بشكل وثيق مع تاريخ وزارة الإعلام. كانت وزارة الإعلام التي تشكلت في 4 سبتمبر عام 1939، في اليوم التالي لإعلان بريطانيا الحرب، هي الإدارة الحكومية المركزية المسؤولة عن الدعاية والإعلان في الحرب العالمية الثانية. كانت مهمة الوزارة «عرض القضية الوطنية للجماهير في منازلهم وفي الخارج». كانت وزارة الإعلام مدركة بشدة لقيمة أفلام التسلية المنتجة تجاريًا في النهوض بالقضية الوطنية بشكل عام وحافظت على علاقة وثيقة مع مخرجي الأفلام: 
نصحت الوزارة المنتجين بشأن ملاءمة الموضوعات التي كانوا يقترحونها واقترحت موضوعات تعتقد أنها ستعطي نتائج جيدة في الخارج. كلما وافقت الوزارة على موضوع فإننا نقدم كل المساعدات للمنتج من أجل الحصول على تسهيلات لصنع الفيلم.
نتيجةً لذلك، تحاول صناعة الأفلام الحربية البريطانية النموذجية إنشاء قصة مشوقة ومؤثرة وتنقل في نفس الوقت أفكارًا دعائية لدعم قضية الحلفاء. قال كينيث كلارك، رئيس قسم الأفلام في وزارة الإعلام، في عام 1940 إنه يجب إقناع العامة بالوحشية الألمانية، موضحًا إنه «يجب علينا التأكيد كلما كان بإمكاننا على الخبث والشر المرتكبين في الدول المحتلة». بالتالي، شعرت لجنة التخطيط أنه من الضروري أن يتم التصوير الكامل «للأشياء الشريرة التي تواجهنا.. وتقوية الإرادة لمواصلة النضال». بحلول عام 1942، تراجع الخوف من الغزو (مثلما تم تصويره في فيلم هل سار اليوم جيدًا؟)، وبدأ صانعوا الأفلام يتجهون لتصوير وحشية الحياة في البلدان المحتلة. كان فيلم سيطلع الفجر(1942) يتحدث عن المقاومة النرويجية، في حين روى فيلم بلا رقابة قصة المقاومة البلجيكية.
صور فيلم سنعيش غدًا المقاومة الفرنسية وبطولة المواطنين الفرنسيين العاديين، بينما صور فيلم إحدى طائراتنا مفقودة (1942) المواطنين الهولنديين يخاطرون بحياتهم لمساعدة مجموعة من الطيارين البريطانيين بالعودة إلى إنجلترا.
استوردت الأفلام أيضًا. أمر تشرتشل بعرض السلسلة الكاملة التي تحمل عنوان لماذا نحارب لفرانك كابارا للجمهور.

#### الأفلام الإخبارية
كان للأفلام الإخبارية تأثير خاص على الجمهوري الأمريكي، وكانت صورة قبة سانت بول فوق الخراب تعتبر بشكل خاص صورة هامة جدًا.

### الملصقات
كانت الملصقات تستخدم بشكل واسع في الحملات الدعائية. كان يتنوع محتواها من الإرشادات البسيطة إلى محتوى تحفيزي بحت. ظهر بيلي براون من بلدة لندن (شخصية كرتونية) على سلسة من الملصقات على وسائل نقل الركاب في لندن.
ثلاثية الملصقات التحفيزية لشهر أبريل 1939
كانت هذه الملصقات عبارة عن سلسلة من ثلاث ملصقات أصدرتها الحكومة البريطانية كملصقات تحفيزية في عام 1939. كانت الملصقات الثلاثة في السلسلة هي «الحرية في خطر، دافع عنها بكل قوتك»، و«شجاعتك، وابتهاجك وإصرارك ستحقق لنا النصر» (جميع الإصدارات بأحرف كبيرة، النسخة المطبوعة الثانية تضمنت تسطيرًا ملحوظًا للأسماء لمزيد من التأكيد) و«حافظ على هدوئك واستمر». تمت الموافقة على التصاميم الأصلية للإنتاج والتوزيع في أبريل 1939، الرغم أنها نادرًا ما عُرضت وسُحب المخزون المتبقي في عام 1940.

### المنشورات
استُخدمت المنشورات بشكل شائع للدعاية في الأراضي التي يسيطر عليها العدو، وذلك عن طريق إسقاطها من الطائرات. كانت المنشورات تُسقط في وقت مبكر من الحرب المزيفة. أُسقطت نسخ من جريدة فولشر بيوباختر في الذكرى السنوية لإعلان هتلر المبكر للانتصار على الاتحاد السوفييتي، في عام 1941، تتحدث عن القصة على ألمانيا.
استذكر أحد الإيطاليين غاريبالدي، الذي قال إن مستقبل إيطاليا كان مرتبطًا ببريطانيا العظمى، معتبرًا أن التفجيرات هي «لعنة غاريبالدي».

### الكتب
أطلقت وزارة الإعلام عددًا من الكتب لوزارات أخرى أبرزها سلسلة «الجيش في الحرب» لوزارة الحرب. بعد عدة أيام من إنزال النورماندي، أُنزلت صناديق من الكتب في النورماندي ليتم توزيعها على بائعي الكتب الفرنسيين؛ وشارك في ذلك قدر متساوٍ من الجهود البريطانية والأمريكية.

### الراديو
كان الراديو مستخدمًا على نطاق واسع، مع إذاعات تبث بثلاث وعشرين لغة؛ وأثبت أنه أكثر بساطة بالنسبة للبلدان المحتلة من ألمانيا نفسها.
كان بث إدوارد آر مورو لقصف لندن مفيدًا في نشر الدعاية للولايات المتحدة، بسبب أسلوبه الهادئ والواقعي وغير المتعنت؛ حصل على مطلق حرية التصرف والتسهيلات، وحتى حرية الوصول إلى تشرتشل.
ساعدت تقاريره عن الشجاعة والمثابرة البريطانية في تحفيز الأمل.
ادعت أجهزة الإرسال أيضًا أنها تبث من ألمانيا، لذلك كانت معظم التقارير غالبًا مليئةً بالأكاذيب.

## المواضيع

### المقاومة
بيع من كتاب لماذا بريطانيا في حرب خلال الحرب الزائفة مئات آلاف النسخ.
قام ونستون تشرتشل بعدة مناشدات للبريطانيين ليستمروا بالقتال، وناشد الوحدات البريطانية أن تقاتل حتى الموت بدلًا من الاستسلام. ألهمت مناشداته الرأي العام التمسك بالقتال حتى النصر. رفع الإصرار من أعداد الحرس الوطني وألهمهم بالاستعداد للقتال حتى آخر حفرة، بطريقة تشبه إلى حد ما الإصرار الياباني، واستُخدم شعار «يمكنك دئمًا أن تأخذ واحدًا معك» في أكثر أوقات الحرب إحباطًا.

### الانتصارات
أُعلن عن الانتصارات البريطانية إلى العامة لأهداف معنوية، وأُذيعت إلى ألمانيا بهدف تقويض الروح المعنوية.
حتى خلال معركة دنكيرك، كان يتم الحديث بتفاؤل كيف أن الجنود كانوا متلهفين للعودة.
عندما اختفى قائد الغواصة يو بوت غانثر برين مع غواصته يو-47، أخبر تشرتشل شخصيًا مجلس العموم بذلك، ووجهت إذاعات الراديو سؤالها «أين برين؟» إلى ألمانيا، حتى اضطرت ألمانيا للاعتراف بفقدانه.
جعل تحول الحرب تعليقات البي بي سي عن الحرب أكثر إثارةً.

### العمل
نُشرت الإعلانات لتشجيع الناس على التطوع لأعمال حربية خطيرة ومجهدة، مثل العمل في المصانع أو الحرس الوطني.
كفل تجنيد الذكور عدم الحاجة لملصقات التجنيد العامة، لكن ملصقات الخدمات الخاصة بقيت موجودة، واستهدفت العديد من الملصقات النساء مثل جيش نساء الأرض ونظام تجنيد إيه تي إس. شجعت الأفلام والملصقات النساء على الذهاب إلى العمل في مصانع الذخيرة.
استهدفت الملصقات أيضًا زيادة الإنتاج. غالبًا ما دعت صور القوات المسلحة إلى تقديم الدعم من المواطنين، ووضع في هذه الملصقات العاملون المدنيون إلى جانب الجنود كي تشعرهم أن القوات تعتمد عليهم وبأهمية دورهم.
كان يتم تشجيع الناس على قضاء إجازاتهم في المساعدة في الحصاد، حتى عندما كانوا يُشجعون أيضًا على البقاء في المنزل.